# Кристиан Адолф Фридрих Готлиб фон Кастел-Ремлинген
Кристиан Адолф Фридрих Готлиб фон Кастел-Ремлинген (на немски: Christian Adolph Friedrich Gottlieb Graf von Castell-Remlingen) от род Кастел е граф на Кастел-Ремлинген (1743 – 1762) в Брайтенбург в Шлезвиг-Холщайн.

## Биография
Роден е на 22 февруари 1736 година в Дрезден, Курфюрство Саксония. Той е единственият син на граф Карл Фридрих Готлиб фон Кастел-Ремлинген (1679 – 1743), полски генерал-майор и губернатор на Лайпциг, и съпругата му графиня Фридерика Елеонора фон Кастел-Рюденхаузен (1701 – 1760), наследничка на Брайтенбург, дъщеря на граф Йохан Фридрих фон Кастел-Рюденхаузен (1675 – 1749) и третата му съпруга графиня Катарина Хедвиг цу Рантцау (1683 – 1743), наследничка на Брайтенбург (1683 – 1743).
След ранната смърт на баща му през 1743 г. на младия граф се поставя един опекун. След това той е възпитаван от Карл Лудвиг фон Льовенщайн-Вертхайм. Първо е учен от домашни учители, по-късно той посещава Колегиум Каролинум в Брауншвайг. След завършването му той пътува през Европа и посещава територии в Свещената Римска империя, Нидерландия и Франция.
През 1754 г. Кристиан Адолф Фридрих Готлиб е обявен за пълнолетен от император Франц I Стефан. През 1760 г. той наследява от майка си господството Брайтенбург и остатъка от графството Рантцау от баба му графиня Катарина Хедвиг фон Рантцау-Брайтенбург. Той много се грижи за управлението на тези територии.
Умира бездетен на 11 юли 1762 г. в Хамбург на 26-годишна възраст. Погребан е в Итцехое. Наследен е през 1762 г. от братовчед му Кристиан Фридрих Карл фон Кастел-Ремлинген (1730 – 1773).

## Фамилия
Кристиан Адолф Фридрих Готлиб фон Кастел-Ремлинген се жени на 8 юли 1757 г. в Кил за графиня София Кристиана фон Холщайин-Холщайнборг от Дания (* 23 ноември 1740, Фарве; † 16 март 1772, Хамбург), дъщеря на ландграф Фридрих Конрад Холщайин-Холщайнборг и Луция Хенриета Бломе. Те нямат деца.